# Barbara Radecka
Barbara Julita Radecka z domu Terebus (ur. 1 stycznia 1938, zm. 21 stycznia 2023 w Warszawie) – polska aktorka teatralna i telewizyjna, reżyserka teatralna.

## Życiorys
Pochodziła z Warszawy. Była córką Anisji (1915-1995) z Terebelskich i Józefa (1909-1975) Terebusów. Na co dzień używała imienia Katarzyna. W latach 1968–1968 była solistką w zespole warszawskiej Opery Objazdowej. Jako aktorka występowała m.in. na deskach Teatru Dramatycznego im. Aleksandra Węgierki w Białymstoku, Lubuskiego Teatr w Zielonej Górze oraz dwukrotnie w spektaklach Teatru Telewizji (1989, 1997). Natomiast jako reżyserka, w latach 1973-1993 współpracowała z teatrami w Warszawaie, Wrocławiu, Gnieźnie, Białymstoku, Tarnowie, Olsztynie, Zielonej Górze, Łodzi, Jelenie Górze, Łodzi, Elblagu, Koszalinie, Toruniu, Poznaniu, Płocku, Słupsku oraz Częstochowie. Od 2012 roku aż do śmierci prowadziła w Warszawie amatorski Teatr Pogotowie Poetyckie.
Była aktywna społecznie, działając na rzecz dzieci z domów dziecka oraz jako feministka. Krótko przed śmiercią rozpoznano u niej nowotwór, w stosunku do którego zrezygnowała z leczenia.
Spoczywa na cmentarzu komunalnym Północnym na Wólce Węglowej (Kw. E-X-7, rząd 3, miejsce 3).

## Filmografia
- Odbicia (1989) - kobieta na przyjęciu u Szcześniaków (odc. 5)
- Plebana (2001) - członkini grupy folklorystycznej (odc. 76)
- Pitbull (2007) - sąsiadka Jaworskich (odc. 12)
- W rytmie serca (2017) - Marianna, pacjentka Przychodni Rejonowej (odc. 9)
- Na sygnale (2017) - Marianna Skowrońska (odc. 164)
- Przyjaciółki (2019) - staruszka (odc. 168)
- Na Wspólnej (2020) - kobieta (odc. 3115)